# Robert Foster
Robert Foster (n. 1 de enero de 1949 en Brooklyn, Nueva York) es un escritor, filólogo e historiador de literatura estadounidense, notorio fundamentalmente por ser el autor de la Guía completa de la Tierra Media, un libro de referencia para el legendarium del escritor británico J. R. R. Tolkien, completo y minucioso, que ha sido traducida a múltiples idiomas, vendiendo millones de ejemplares.
Robert Foster leyó por primera vez El Señor de los Anillos siendo niño durante unas vacaciones de verano. Tiempo más tarde, se interesó por la etimología de las palabras en lenguas construidas por Tolkien (quenya, sindarin...) que aparecen en sus obras, una afición que fructificó en 1971 con la publicación en edición limitada de su Guía de la Tierra Media, revisada y editada para el gran público en 1978 como Guía completa de la Tierra Media.
Robert Foster es doctor en literatura inglesa y medieval por la Universidad de Pensilvania (1974), y ejerce de profesor de literatura inglesa en el Rutgers College (Nuevo Brunswick, Nueva Jersey). También colabora habitualmente con la Mythopoeic Society (Sociedad Tolkien de los Estados Unidos) como consultor. Actualmente vive en Parsippany (Nueva Jersey).